# Eleição municipal de Presidente Prudente em 2016
A eleição municipal de Presidente Prudente em 2016 foi realizada em 2 de outubro de 2016 para eleger um prefeito, um vice-prefeito e 13 vereadores. 
Uma vez que, em 2016, Presidente Prudente possuiu um eleitorado total de 169.293 cidadãos,  segundo Tribunal Superior Eleitoral, existindo menos que 200.000 eleitores em um município não há segundo turno. Desta forma, o prefeito eleito foi Nelson Bugalho, PTB, com 29,46% dos votos válidos, em porcentagem acirrada com Fabio Sato, PPS, que teve 28,54% dos votos.  O vice-prefeito eleito pela chapa de Nelson foi Douglas Kato, PTB.
Dos 285 candidatos a pleitear uma das 13 vagas a vereador na cidade, o candidato mais bem votado foi, novamente, Izaque Silva, PSDB, que obteve 3.791 votos (3,46% dos votos válidos). 

## Antecedentes
Na eleição municipal de 2012, houve a reeleição do prefeito Tupã, Milton Carlos de Mello, (PTB), com 66,48% dos votos válidos. Fabio Sato (PPS) também candidato em 2016, ficou mais uma vez em segundo lugar. O candidato obteve 30,14% dos votos válidos. 
Já na disputa para uma cadeira na Câmara Municipal de Presidente Prudente, o candidato mais bem votado  foi Izaque Silva, PSDB, que recebeu 3.721 votos (3,24% dos votos válidos). 

## Eleitorado
A eleição municipal de 2016, teve um eleitorado de 169.293 pessoas aptas a votar, o que correspondia a 75,66% da população.
17.911 (10,57%) eleitores usaram a urna biométrica, sendo que 151.382 (89,42%) usaram a urna eletrônica convencional.

## Candidatos
Foram sete candidatos à prefeitura em 2016: Nelson Bugalho (PTB), Fábio Sato (PPS), Agripino Lima (PMDB), José Lemes Soares (PRB), Regina Penati (PT), Daniel Grandolfo (SD) e Prof. Donizete (PSOL).
Sendo que o candidato Dodô (Avante), teve sua candidatura indeferida, tornando-se inapto a concorrer a prefeitura. 
| Candidato(a)      | Vice                 | Partido | Coligação                                                                  |
| ----------------- | -------------------- | ------- | -------------------------------------------------------------------------- |
| Nelson Bugalho    | Douglas Kato         | PTB     | "Avante Prudente" (PDT / PTB / PSC / PV / PC do B / PHS / PMB / PR / PSDB) |
| Fábio Sato        | Biancardi            | PPS     | "Juntos Por Prudente" (PPS / PSB / DEM / PP / PODE / PEN / PSD / PROS)     |
| Agripino Lima     | Carlos Dias          | PMDB    | "Prudente É +" (PMDB / PSDC)                                               |
| José Lemes Soares | Silvia Duarte        | PRB     | "Acorda Prudente" PRB / PTC / PSL                                          |
| Regina Penati     | Paulo Oliveira       | PT      | "PT"                                                                       |
| Daniel Grandolfo  | Wesley Brambilla     | SD      | "SD"                                                                       |
| Prof. Donizete    | Prof. Andre Ferreira | PSOL    | "PSOL"                                                                     |
| Dodô              | Bárbara Marques      | PTdoB   | "PT do B"                                                                  |

## Campanha
Três nomes marcaram a disputa pela vaga na prefeitura: Fábio Sato (PPS), Agripino Lima (PMDB) e Nelson Bugalho (PTB).
Bugalho, apoiado pelo então prefeito Milton Carlos de Mello (conhecido como Tupã), manteve-se na liderança desde o início da campanha.
Nelson Bugalho, que já foi candidato a deputado estadual em 2010 e a deputado federal em 2014, teve como um dos principais pontos de seu discurso a informatização e avanço tecnológico na cidade. Segundo ele: "Nossa intenção é orientar a economia da cidade para a tecnologia da informação".
Sato e Lima alternaram entre a segunda e terceira posições. Durante a disputa, Agripino teve o pedido para concorrer à Prefeitura indeferido, uma vez que certidões necessárias para o registro da candidatura não foram apresentadas. Entretanto, após recorrer e apresentar a documentação faltante, sua candidatura tornou-se apta e sua situação: indeferido com recurso. 

### Debate
O único debate veiculado na TV para a eleição aconteceu no dia 13 de setembro de 2016, às 22h30, e foi promovido pelo SBT Interior. O evento foi transmitido para mais de 200 cidades da região. Houve streaming pelo Facebook oficial da emissora. 
Os candidatos Agripino Lima e Fábio Sato não compareceram aos estúdios na data marcada, Lima alegou outros compromissos e Sato que havia confirmado presença, porém não justificou a sua falta até o horário de transmissão do programa.
| Data                   | Organizadores | Mediador     | Nelson Bugalho (PTB) | Fábio Sato (PPS) | Agripino Lima (PMDB) | José Lemes Soares (PRB) | Regina Penatti (PT) | Daniel Grandolfo (SD) | Prof. Donizetti (PSOL) | Dodô (Avante) |  |
| ---------------------- | ------------- | ------------ | -------------------- | ---------------- | -------------------- | ----------------------- | ------------------- | --------------------- | ---------------------- | ------------- |  |
| 13 de setembro de 2016 | SBT Interior  | Andréa Mello | Presente             | Ausente          | Ausente              | Presente                | Presente            | Presente              | Presente               | Presente      |  |

## Resultados

### Prefeito
Nas eleições municipais de 2016 o município de Presidente Prudente ainda não atingia o número mínimo de 200.000 eleitores para a realização de um possível segundo turno, em razão deste fato o chefe do Poder Executivo da cidade foi escolhido em turno único no dia 2 de outubro.
Para o exercício do cargo o candidato Nelson Bugalho (PTB) foi eleito com 29,46% dos votos válidos.
| Candidato(a)            | Vice                        | 1º Turno 2 de outubro de 2016 | 1º Turno 2 de outubro de 2016 |
| Candidato(a)            | Vice                        | Votação                       | Votação                       |
|                         |                             | Total                         | Porcentagem                   |
| ----------------------- | --------------------------- | ----------------------------- | ----------------------------- |
| Nelson Bugalho (PTB)    | Douglas Kato (PTB)          | 33.209                        | 29,46%                        |
| Fábio Sato (PPS)        | Biancardi (DEM)             | 32.175                        | 28,54%                        |
| Agripino Lima (PMDB)    | Carlos Dias (PMDB)          | 30.224                        | 26,81%                        |
| José Lemes Soares (PRB) | Silvia Duarte (PSL)         | 11.349                        | 10,07%                        |
| Regina Penati (PT)      | Paulo Oliveira (PT)         | 4.564                         | 4,05%                         |
| Daniel Grandolfo (SD)   | Wesley Brambilla (SD)       | 778                           | 0,69%                         |
| Prof. Donizete (PSOL)   | Prof. Andre Ferreira (PSOL) | 425                           | 0,38%                         |
| Dodô (PT do B)          | Bárbara Marques (PT do B)   | 360                           | *****                         |
| Total de votos válidos  | Total de votos válidos      | 112.724                       | 89,12%                        |
| Votos em branco         | Votos em branco             | 4.996                         | 3,95%                         |
| Votos nulos             | Votos nulos                 | 8.772                         | 6,93%                         |
| Total                   | Total                       | 126.492                       | 100%                          |
| Abstenções              | Abstenções                  | 42.322                        | 25,28%                        |
| Votos apurados          | Votos apurados              | 126.492                       | 100%                          |
| Total de eleitores      | Total de eleitores          | 169.288                       | 100%                          |

| Partido | Partido | Candidato         | Votos   | Votos (%) |
| ------- | ------- | ----------------- | ------- | --------- |
|         | PTB     | Nelson Bugalho    | 33 209  | 29,46%    |
|         | PPS     | Fábio Sato        | 32 175  | 28,54%    |
|         | PMDB    | Agripino Lima     | 30 224  | 26,81%    |
|         | PRB     | José Lemes Soares | 11 349  | 10,07%    |
|         | PT      | Regina Penatti    | 4 564   | 4,05%     |
|         | SD      | Daniel Grandolfo  | 778     | 0,69%     |
|         | PSOL    | Prof. Donizete    | 425     | 0,38%     |
|         | Avante  | Dodô              | 0       | 0%        |
| Totais  | Totais  | Totais            | 112 724 |           |

### Vereador
Dos treze (13) vereadores eleitos, nove foram reeleitos para um novo mandato -  4 candidatos que pleitearam a reeleição, entretanto não conseguiram.
Izaque José da Silva (PSDB) foi o vereador mais votado e conseguiu a reeleição com 3.791 votos (3,48%).
A Câmara Municipal de Presidente Prudente teve um índice de renovação de 30,76% nas cadeiras para vereador. 
| Resultado da eleição para a Câmara Municipal de Presidente Prudente em 2016 por candidato | Resultado da eleição para a Câmara Municipal de Presidente Prudente em 2016 por candidato | Resultado da eleição para a Câmara Municipal de Presidente Prudente em 2016 por candidato | Resultado da eleição para a Câmara Municipal de Presidente Prudente em 2016 por candidato |
| Candidato                                                                                 | Partido                                                                                   | Votos                                                                                     | Porcentagem                                                                               |
| ----------------------------------------------------------------------------------------- | ----------------------------------------------------------------------------------------- | ----------------------------------------------------------------------------------------- | ----------------------------------------------------------------------------------------- |
| Izaque Silva                                                                              | PSDB                                                                                      | 3.791                                                                                     | 3,46%                                                                                     |
| Dr. Enio Perrone                                                                          | PSD                                                                                       | 3.467                                                                                     | 3,17%                                                                                     |
| Natanael Gonzaga                                                                          | PSDB                                                                                      | 2.167                                                                                     | 1,98%                                                                                     |
| Demerson Saúde                                                                            | PSB                                                                                       | 2.094                                                                                     | 1,91%                                                                                     |
| Ivan Itamar                                                                               | PT                                                                                        | 2.053                                                                                     | 1,88%                                                                                     |
| Ivan Junior                                                                               | PTB                                                                                       | 1.704                                                                                     | 1,56%                                                                                     |
| Luciana Telles                                                                            | PT                                                                                        | 1.676                                                                                     | 1,53%                                                                                     |
| Mauro Neves                                                                               | PSDB                                                                                      | 1.596                                                                                     | 1,46%                                                                                     |
| Marcelo Trovani Budô-Kan                                                                  | PSB                                                                                       | 1.475                                                                                     | 1,35%                                                                                     |
| Alba Lucena                                                                               | PTB                                                                                       | 1.451                                                                                     | 1,33%                                                                                     |
| Cidão Mendonça                                                                            | DEM                                                                                       | 1.434                                                                                     | 1,31%                                                                                     |
| Lurdinha Guazi                                                                            | PSC                                                                                       | 1.421                                                                                     | 1,30%                                                                                     |
| Geraldo da Padaria                                                                        | PSD                                                                                       | 1.418                                                                                     | 1,30%                                                                                     |
| Tiago Oliveira                                                                            | PHS                                                                                       | 1.418                                                                                     | 1,30%                                                                                     |
| Valmir Pinto                                                                              | PR                                                                                        | 1.358                                                                                     | 1,24%                                                                                     |
| Adão Batista                                                                              | PSB                                                                                       | 1.337                                                                                     | 1,22%                                                                                     |
| Edu da Padaria                                                                            | PV                                                                                        | 1.327                                                                                     | 1,21%                                                                                     |
| Elza do Gás                                                                               | PTB                                                                                       | 1.256                                                                                     | 1,15%                                                                                     |
| Anderson Silva                                                                            | PSB                                                                                       | 1.251                                                                                     | 1,14%                                                                                     |
| Rogerio Galindo                                                                           | PSDB                                                                                      | 1.242                                                                                     | 1,13%                                                                                     |
| Paulo Filito                                                                              | PRB                                                                                       | 1.229                                                                                     | 1,12%                                                                                     |
| Joãozinho da Saúde                                                                        | PHS                                                                                       | 1.224                                                                                     | 1,12%                                                                                     |
| Gilmarzim do Buzão                                                                        | PR                                                                                        | 1.211                                                                                     | 1,11%                                                                                     |
| Wellington Bozo                                                                           | PSDB                                                                                      | 1.115                                                                                     | 1,02%                                                                                     |
| Clayton do Jornal                                                                         | PMDB                                                                                      | 1.113                                                                                     | 1,02%                                                                                     |
| Aristeu Penalva                                                                           | PSB                                                                                       | 1.085                                                                                     | 0,99%                                                                                     |
| José Tabosa da Saúde                                                                      | PTB                                                                                       | 1.053                                                                                     | 0,96%                                                                                     |
| Professor Negativo                                                                        | PSC                                                                                       | 1.049                                                                                     | 0,96%                                                                                     |
| Juliano Borges                                                                            | PSC                                                                                       | 992                                                                                       | 0,91%                                                                                     |
| William Leite                                                                             | PPS                                                                                       | 984                                                                                       | 0,90%                                                                                     |

| Votos válidos (nominais + legenda) | Votos válidos (nominais + legenda) | 109.478 | 86,55% |
| Votos nulos                        | Votos nulos                        | 9.255   | 7,32%  |
| Votos em branco                    | Votos em branco                    | 7.759   | 6,13%  |
| Total                              | Total                              | 126.492 | 100%   |
| ---------------------------------- | ---------------------------------- | ------- | ------ |

## Análises
A disputa entre os candidatos na campanha eleitoral foi acirrada e a vitória de Nelson Bugalho garantiu sua primeira posse em um cargo público. Em entrevista, Bugalho disse: "Estou confiante em fazer um bom trabalho e responder de maneira positiva aos votos confiados a mim nas urnas". 
Bugalho, antes de assumir a prefeitura de Presidente Prudente, afirmou compromisso com o desenvolvimento econômico da região: "Meu compromisso é buscar fortalecer a economia da região". 
Presidente Prudente fez seu centenário durante o mandato de Bugalho, segundo o prefeito, uma comissão especial do centenário foi criada para realização dos eventos ao longo do ano. 